# Piotr Miedulicz
Piotr Piotrowicz Miedulicz (ros. Пётр Петрович Медулич; ur. 2 grudnia 1991 r.) – rosyjski narciarz dowolny. Specjalizuje się w skokach akrobatycznych. Jak dotąd nie startował na igrzyskach olimpijskich. Na Mistrzostwach Świata startował dwukrotnie lecz najlepszy wynik zanotował w 2013 roku, gdzie zajął 10. miejsce. W Pucharze Świata najlepsze wyniki osiągnął w sezonie 2011/2012, kiedy to zajął 36. miejsce w klasyfikacji generalnej, a w klasyfikacji skoków akrobatycznych uplasował się na 15. miejscu.

## Sukcesy

### Mistrzostwa świata
| Miejsce | Dzień    | Rok  | Miejscowość | Konkurencja        | Zwycięzca        |
| ------- | -------- | ---- | ----------- | ------------------ | ---------------- |
| 12.     | 4 lutego | 2011 | Deer Valley | Skoki akrobatyczne | Warren Shouldice |
| 10.     | 7 marca  | 2013 | Voss        | Skoki akrobatyczne | Qi Guangpu       |

### Puchar Świata

#### Miejsca w klasyfikacji generalnej
- sezon 2010/2011: 111.
- sezon 2011/2012: 36.
- sezon 2012/2013: 79.
- sezon 2013/2014: -
- sezon 2014/2015: -
- sezon 2015/2016: 17.
- sezon 2016/2017:

#### Zwycięstwa w zawodach
1. Deer Valley – 5 lutego 2016 (Skoki akrobatyczne)

#### Pozostałe miejsca na podium w zawodach
1. Lake Placid – 21 stycznia 2012 (Skoki akrobatyczne) – 3.miejsce
2. Lake Placid – 19 stycznia 2013 (Skoki akrobatyczne) – 3. miejsce
3. Pekin – 19 grudnia 2015 (Skoki akrobatyczne) – 2. miejsce